# Saint-Jean-la-Vêtre

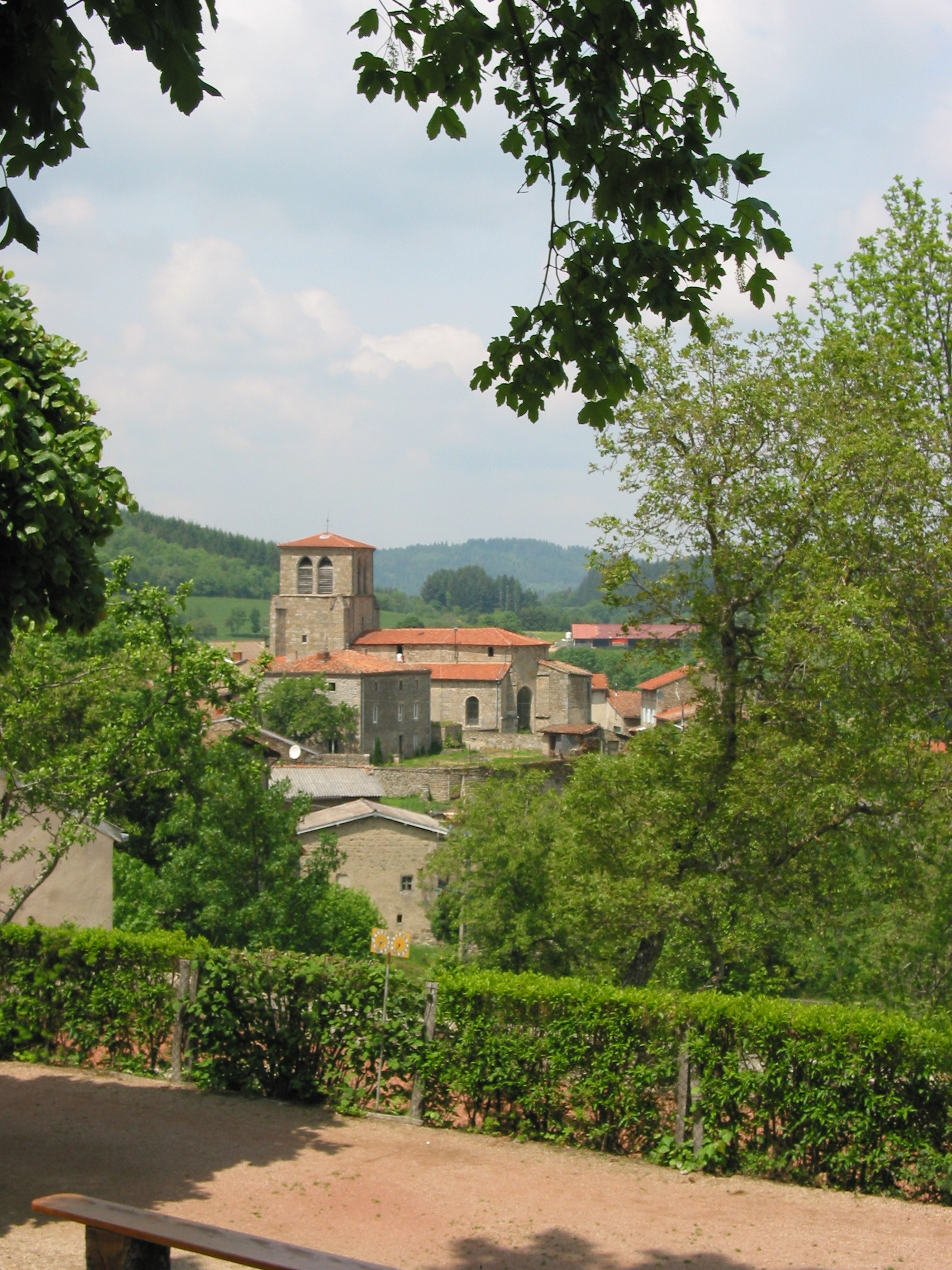
Saint-Jean-la-Vêtre

Saint-Jean-la-Vêtre is een gemeente in het Franse departement Loire (regio Auvergne-Rhône-Alpes) en telt 387 inwoners (1999). De plaats maakt deel uit van het arrondissement Montbrison.

## Geografie
De oppervlakte van Saint-Jean-la-Vêtre bedraagt 16,1 km², de bevolkingsdichtheid is 24,0 inwoners per km².
De onderstaande kaart toont de ligging van Saint-Jean-la-Vêtre met de belangrijkste infrastructuur en aangrenzende gemeenten.

## Demografie
Onderstaande figuur toont het verloop van het inwonertal (bron: INSEE-tellingen).